# Franklin Salas
Franklin Agustín Salas Narváez (ur. 30 sierpnia 1981 roku w Los Bancos) – ekwadorski piłkarz grającym na pozycji napastnika. Obecnie jest zawodnikiem LDU Quito.
Franklin Salas jest wychowankiem LDU Quito, w którym od 2000 do 2007 roku rozegrał 187 ligowych pojedynków i strzelił 61 goli. 16 lipca 2007 roku został trzecim obok Argentyńczyka Hernána Barcosa i Kolumbijczyka Mauricio Moliny południowoamerykańskim napastnikiem zespołu Crvenej zvezdy Belgrad. W barwach tego klubu wystąpił tylko w czterech spotkaniach i w 2008 roku powrócił do LDU Quito.

## Kariera międzynarodowa
Salas regularnie grał w reprezentacji Ekwadoru, ale ostatecznie nie został jednak powołany do składu na Mistrzostwa Świata 2006 w Niemczech z powodu kontuzji kolana.
2 czerwca 2004 roku strzelił zwycięskiego gola przeciwko reprezentacji Kolumbii w eliminacjach do Mistrzostw Świata.
Był również powołany do kadry na Mistrzostwa Świata FIFA U-20, rozgrywanych w 2001 roku.